# Orovada
Orovada é uma região censitária no condado de Humboldt, estado do Nevada, nos Estados Unidos. Segundo o censo realizado em 2010, a região censitária de Orovada tinha uma população de 155 habitantes.

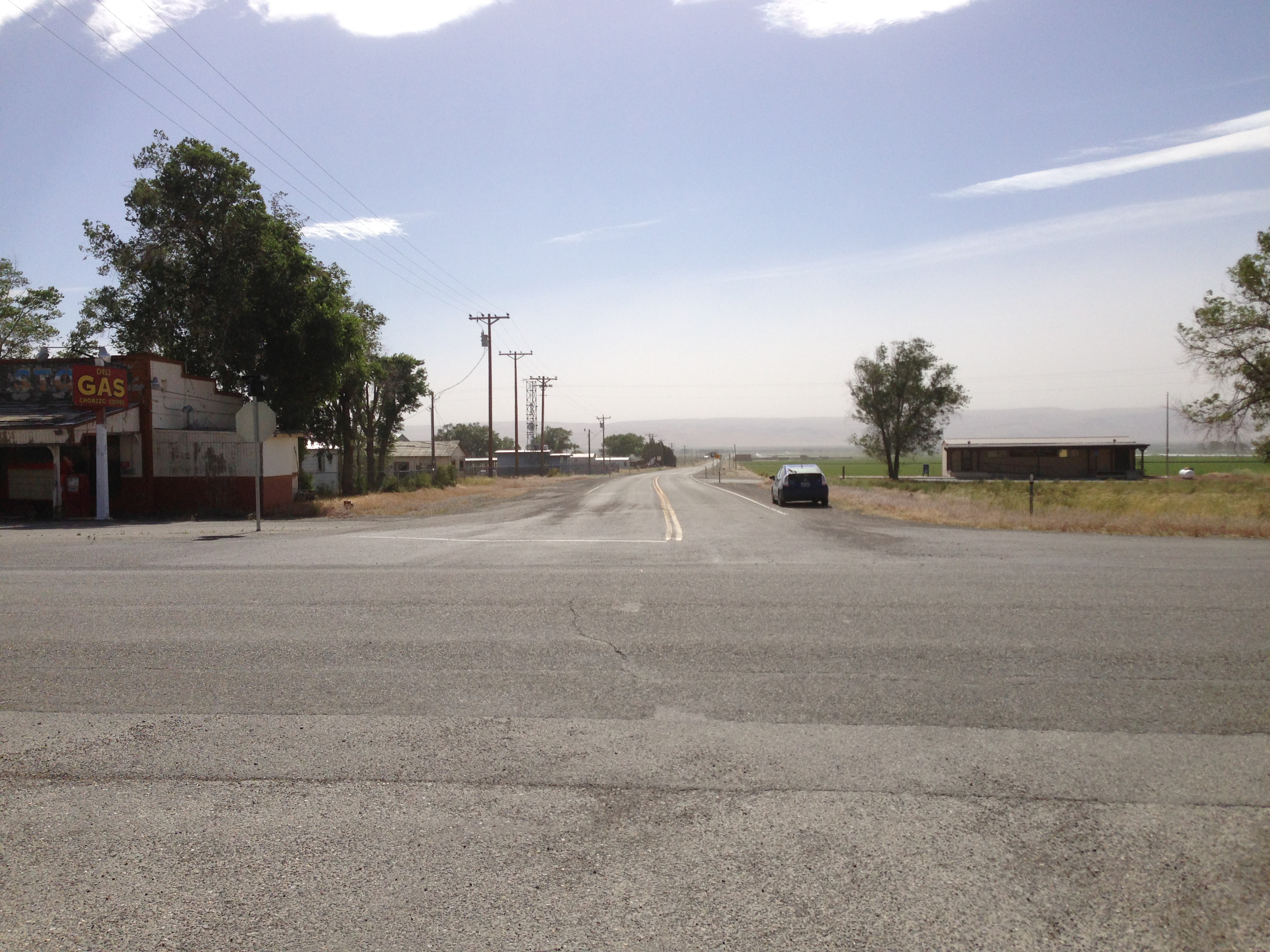
Vista de Orovada

Bob Tallman, um anunciante de rodeio viveu num rancho próximo de Orovada durante os primeiros anos da sua infância.

## Educação
O Humboldt County School District opera as escolas servindo áreas com endereços de Orovada. Algumas áreas têm como zona de influência Orovada School, uma escola K-8. Outras áreas estão viradas para  Kings River School, também uma escola K-8 .

## Geografia
De acordo com o United States Census Bureau, a região censitária de Orovada tem uma área de 117 km2, todos de terra. A U.S. Route 95 passa pela região censitária de Orovada, estando Orovada a 69 km a sul de Winnemucca a capital do condado e a 48 quilómetros da linha de fronteira com o estado de Oregon, em McDermitt.